# Fauzijja bint Fu’ad
Fauzijja bint Fu’ad (arab. ‏فوزية بنت الملك فؤاد‎, pers. ‏فوزیه فؤاد‎, ur. 5 listopada 1921 w Aleksandrii, zm. 2 lipca 2013 tamże) – pierwsza żona ostatniego szacha na perskim tronie Mohammada Rezy Pahlawiego, najstarsza córka egipskiego króla Fu’ada I i królowej Nazli Sabri. Została pozbawiona tytułów królewskich po rozwodzie z szachem i zniesieniu monarchii w Egipcie.

## Życiorys

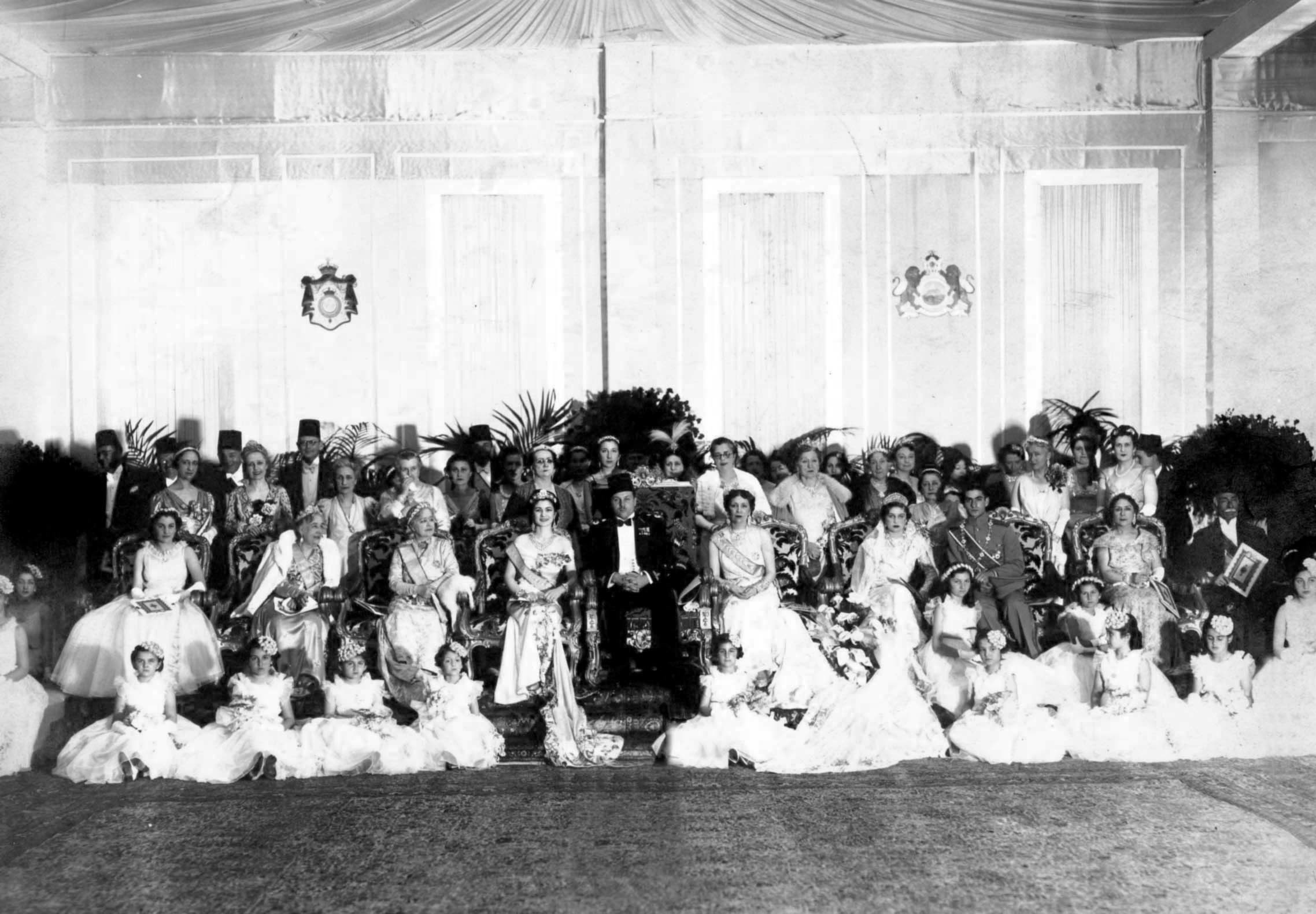
Ślub Fauzijji i Mohammada Rezy Pahlawiego, 1939

Od strony ojca miała pochodzenie albańskie i czerkieskie, a od matki francuskie, tureckie, greckie i egipskie .
Jej małżeństwo z szachem trwało od 1939 do 1948 roku, kiedy zostało oficjalnie rozwiązane z powodu braku męskiego potomka (urodziła się tylko córka Szachnaz Pahlawi).
28 marca 1949 r. Fauzijja bint Fu’ad wyszła powtórnie za mąż za egipskiego ministra Ismaila Husajna Szirina, przybierając nazwisko męża. Para miała dwoje dzieci: Nadię (ur. 1950) i Muhammada (ur. 1955).
Fauzijja bint Fu’ad uchodziła pod koniec lat trzydziestych za najpiękniejszą kobietę Egiptu, a po objęciu tronu przez jej małżonka Mohammada Rezę Pahlawiego ukazała się na okładce magazynu „Life” jako „azjatycka Wenus”.